# Famille d'Hangest
La famille d'Hangest est une famille éteinte de la noblesse française originaire de Picardie connue depuis le XIIe siècle. Elle détenait, à l'origine, la seigneurie d'Hangest-en-Santerre.

## Historique
D'origine picarde, la famille était possessionnée depuis le XIIIe siècle en Normandie, détenant notamment la « première baronnie de Normandie », la baronnie de Pont-Saint-Pierre. Cette terre passa d'ailleurs dans la famille de Roncherolles et devint un marquisat. En Brie, les Hangest possédaient le château de Montmort.

## Branche aînée
- Florent Ier d'Hangest (1140 - 1191), seigneur d'Hangest. Chevalier, croisé en 1190 à la suite de Philippe-Auguste, il meurt au siège de Saint-Jean-d'Acre en 1191, et il est inhumé à l'abbaye de Morienval. Ses armes sont : à la croix de gueules, chargée de cinq coquilles d'or[1].

- Jean d'Hangest (1163-1220), fils du précédent, seigneur d'Hangest. Participa à la croisade des Albigeois. Il fonda une chapelle dans l'église Saint-Martin d'Hangest-en-Santerre.

- Florent II le Jeune († après 1225), comte d'Hangest (?)

- Florent III († 1254), fils du précédent, seigneur d'Hangest et Havesnecourt.

- Jean II d'Hangest († après 1264), frère du précédent, seigneur d'Hangest. Il épouse Gode des Préaux, dame de Davenescourt, fondatrice du prieuré de Davenescourt.

- Jean III d'Hangest († après 1299), fils du précédent, chevalier, seigneur d'Hangest et Havesnecourt.

- Rogues d'Hangest († 1352), fils du précédent, panetier et maréchal de France. Il épouse Isabeau de Montmorency[2] puis Alix de Garlande[3].

- Jean IV dit Rabache, décédé en septembre 1363, fils du précédent, prisonnier en Angleterre, chevalier, seigneur d'Hangest et Avenescourt, conseiller du Dauphin de Viennois. Marié en 1342 avec Marie de Picquigny[4].

- Jean V d'Hangest, mort le 25 octobre 1415 à la bataille d'Azincourt, fils du précédent. Seigneur d'Hangest et Avenescourt, grand maître des arbalétriers de France (1407-1411) et (1413-1414). Lieutenant et capitaine général du pays de Bretagne, Normandie, Anjou et Maine. Il épouse Marie (ou Marguerite) dame de Roye et de Germigny épouse en premières noces en 1374 d'Alain de Mauny mort en 1387, neveu du connétable Du Guesclin; elle engagea ses terres avec Jean V d'Hangest et Guy de Roye, archevêque de Reims en 1402[5].

- Ferry d'Hangest, († 1413), frère du précédent, bailli d'Amiens et gouverneur de Bapaume.

- Marie, dame d'Hangest et de Davenescourt. Elle épouse Beaudoin de Noyelles, chevalier de la Toison d'or, chambellan du duc de Bourgogne, gouverneur de Péronne, Montdidier et Roye.

- Claude d'Hangest († 1507). Prêtre, docteur en droit, prévôt de la cathédrale Notre-Dame d'Amiens, conseiller du roi au Parlement de Paris.

- Charles d'Hangest (1461-1528), évêque de Noyon et comte de Noyon, pair de France.

- Clothilde d'Hangest épouse Robert du Chemin, écuyer, seigneur de Saint-Germain; elle est la mère de Lucas I du Chemin, écuyer, seigneur du Féron.

- Adrien d'Hangest († 1532), bailli d'Évreux, capitaine du château du Louvre, Grand bouteiller de France.

- François d'Hangest, seigneur de Genlis & d'Abbecourt, bailli & capitaine d'Évreux. Il meurt en 1569.

- Jean d'Hangest , qui, durant la première guerre de Religion, défend Bourges en 1562[6] contre les troupes de l'armée Royale Catholique, puis participe au siège de Mons contre les catholiques espagnols, et qui meurt étranglé dans son lit à Anvers le 11 juillet 1572[7].

### Branche de Mornay d'Hangest
- En 1713, François de Mornay, seigneur de la Chapelle et d'Estrepelly, époux de la dernière du nom, a obtenu de relever le nom, les armes, et le titre de comte de Hangest. Les armes de cette famille sont :

d'argent à la croix de gueules, chargée de cinq coquilles d'or.

### Tige des seigneurs de Genlis
- Aubert II de Hangest, seigneur de Genlis et baron de Pont-Saint-Pierre[9]. Il est marié à Élisabeth de Châtillon-St-Pol fille de Gaucher III[10].

- Aubert IV de Hangest, baron de Pont-Saint-Pierre. Il épouse Isabelle de Tancarville[11].

- Aubert V de Hangest, dit le Grand († 1329). Seigneur de Genlis et de Pont-Saint-Pierre, il a servi en Flandres, en Gascogne, en Angleterre et en Écosse. Il est inhumé dans l'abbaye Sainte-Élisabeth de Genlis[12].

- Aubert de Hangest († 1356), chambellan du roi Jean II le Bon, il meurt à la bataille de Poitiers le 19 septembre 1356. Il épouse Alix de Harcourt[13].

- Isabelle de Hangest, dame de Heuqueville. Elle épouse en 1367 Jean de Roncherolles.
- Jean (Ier) de Hangest, seigneur de Genlis, se maria à Marie de Sarrebruck-Commercy (fille d'Amé Ier de Sarrebruck-Commercy) citée en 1449.
  - Jean (II) de Hangest, capitaine de Rouen, bailli d’Évreux, conseiller et chambellan du roi Charles VII[14]. Il était fils de Jean (Ier), quatrième sieur de Genlis se maria en premières noces avec Jacqueline de Crèvecoeur sœur d'Antoine de Crèvecoeur et demi-sœur de Philippe de Crèvecœur d'Esquerdes maréchal de France[15], fils de Jacques et de Jeanne de la Trémoille, dame de Thouars. En secondes noces il se maria avec Marie d'Amboise, fille de Pierre d'Amboise seigneur de Chaumont-sur-Loire, conseiller et chambellan de Charles VII, compagnons d'armes de Jeanne d'Arc et d'Anne du Beuil[16]. Cette maison d'Amboise forma les branches de Thouars (éteinte en 1469 dans la maison de La Trémoille) et de Chaumont (éteinte en 1524).
    - Jacques de Hangest, seigneur de Magny, fils de Jean (II) et de Marie d'Amboise. Il se maria à Jeanne ou Jeannette de Moy et de Chin sur l'Escaut qui testa en 1499[17], dont il eut Hélène d'Hangest, dame de Magny (+1537) mariée à Artus Gouffier[18],[19].
    - Charles de Hangest, fils de Jean (II) et de Marie d'Amboise[20], évêque de Noyon de 1501 à 1525[21], protecteur de Jean Calvin auquel il dû son ascension sociale[22]. Louis de Villiers de L'Isle-Adam comte-évêque de Beauvais assiste en (1502?) à l'entrée solennelle de Charles à Noyon après son élection comme comte-évêque de Noyon[23].
    - Louis de Hangest, seigneur de Montmort, fils de Jean (II) (frère de Charles évêque de Noyon). Vivant en 1508-1509, il est alors chambellan du roi Louis XII et écuyer de la reine Anne de Bretagne. Marié en 1499 à Marie d'Athies, ils ont Joachim et Yves, amis d'enfance de Jean Calvin[24], tous trois fréquentèrent l'école dite "des Capettes" jusqu'à l'âge de quatorze ans[25], avant que trois des enfants de la famille de Hangest ne l'accompagnèrent en 1523 à l'université de Paris[26].
      - Joachim  de Hangest, seigneur de Montmort, Moyencourt et Chaleranges, tué à la prise du château de Saint-Pol en 1536 avec son frère seigneur d'Ivoi (Yvoy). Marié trois fois, d'abord à Françoise de la Marck; puis à Isabeau de Montmorency en 1529, sœur de Joseph de Montmorency († 1530), seigneur de Nivelle, mari d'Anne d'Egmond de Buren et père de Philippe II de Montmorency-Nivelle, comte de Horn (1526-1568 ; † exécuté sur ordre du duc d'Albe pour avoir rallié les Gueux (cause tensions politiques et religieuses avec l'extension du protestantisme) à l'origine de la guerre de Quatre-Vingts Ans (1568-1648), qui aboutira à la sécession, puis à l'indépendance des Provinces-Unies). Il n'aurait pas eu d'enfant de ces deux alliances et épousa en troisièmes noces Louise de Moy (ou Marie de Mony selon les versions)[27] veuve de Guy de Clermont-Nesles seigneur d'Offémont dont il eut Jeanne de Hangest mariée à Philippe de Maillé seigneur de Brézé et vicomte de Verneuil; elle se remaria en 1556 à Claude Daguerre baron de Vienne-le-Châtel, gouverneur du duc de Lorraine[28].

    - Adrien de Hangest, fils de Jean (II) et de Marie d'Amboise[29], seigneur de Genlis, bailli et capitaine d'Évreux en 1505 , grand échanson de France en 1520 , mort le 16 octobre 1532[30].
      - Jean de Hangest (1506- 2 février 1577), fils d'Adrien d'Hangest seigneur de Genlis[20], il succède à son oncle comme évêque-comte de Noyon[21], par dispense en 1525, du pape Clément VII. Il a fait l'objet d'une sentence de justice en 1535, consignée dans les Minutes de Jules Simon, notaire à Paris. Il fut également abbé commendataire de l'abbaye Saint-Éloi de Noyon de 1507 à 1525 et de l'abbaye Sainte-Élisabeth de Genlis de 1545 à 1548. Il rend hommage au roi de France le 8 mai 1533 pour Genlis, La Taule, Le Bac-d'Arblincourt. Protecteur de Jean Calvin[22].
      - Claude de Hangest, fils d'Adrien de Hangest seigneur de Genlis[20], abbé de Saint-Éloi de Noyon, ami d'enfance de Jean Calvin[31]. Quand il publiera en 1532 son premier livre, le Commentaire du "De Clementia" de Sénèque, Calvin le dédiera « au très saint, et très sage prélat, Claude de Hangest, abbé de Saint-Éloi » et d'ajouter « élevé comme enfant dans votre maison, instruit avec toi dans les mêmes études, je rapporte à votre très noble famille ma première science de la vie et des lettres[25]. »

La terre de Genlis est acquise par la maison de Brûlart et plus tard encore par celle d'Aumont.

Armes de la famille de Hangest.
Armes d'Aubert VIII de Hangest, seigneur d'Heuqueville, selon Gelre.
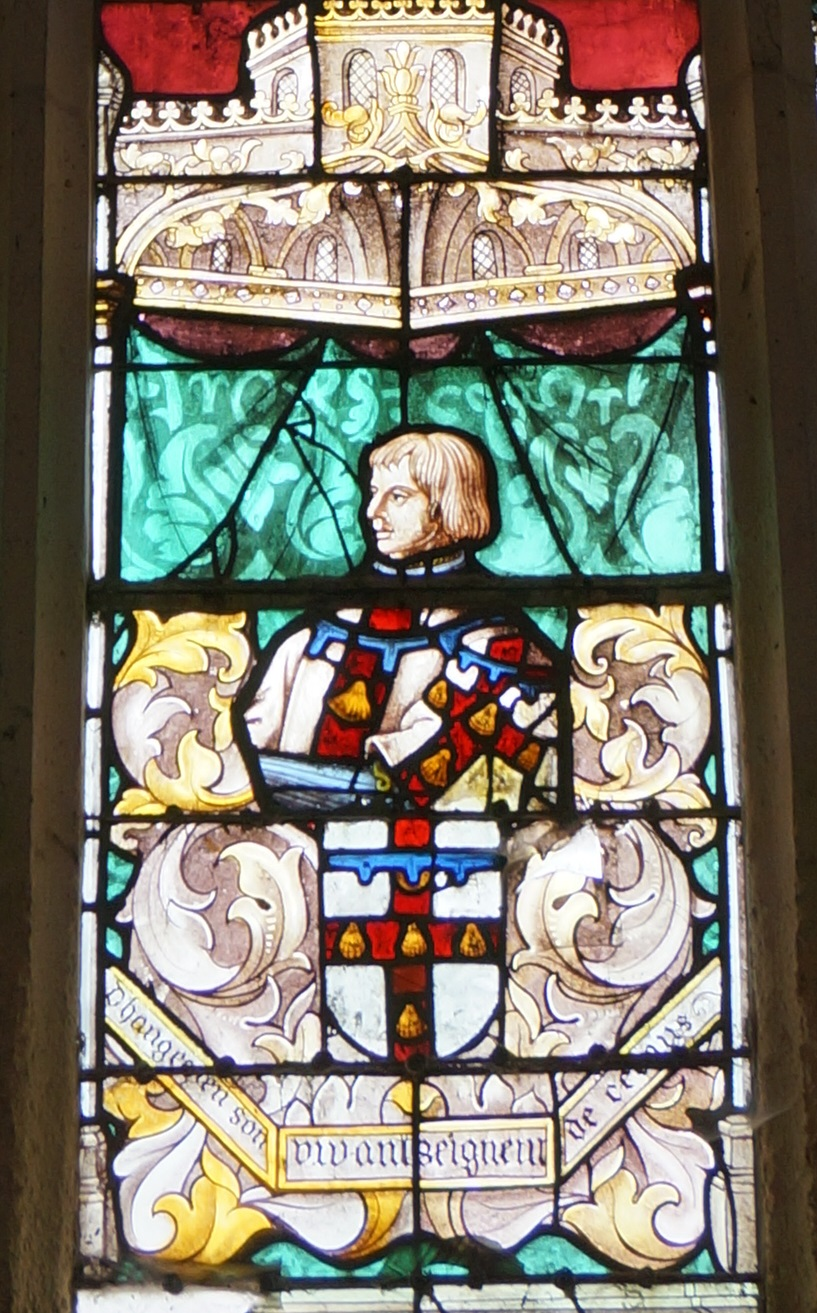
Louis Hangest, écuyer d'Anne de Bretagne en l'église Saint-Pierre-Saint-Paul de Montmort.